# Stimmkreis Passau-Ost
Der Stimmkreis Passau-Ost ist ein bayerischer Stimmkreis, der in seiner jetzigen Form seit der bayerischen Landtagswahl 2003 sowie zur niederbayerischen Bezirkstagswahl im selben Jahr besteht.
Er besteht aus der kreisfreien Stadt Passau, den Gemeinden Breitenberg, Büchlberg, Fürstenstein, Hauzenberg, Hutthurm, Neukirchen vorm Wald, Obernzell, Ruderting, Salzweg, Sonnen, Thyrnau, Tiefenbach, Tittling, Untergriesbach, Wegscheid und Witzmannsberg aus dem Landkreis Passau sowie den Gemeinden Grainet, Haidmühle, Jandelsbrunn, Neureichenau, Röhrnbach und Waldkirchen aus dem Landkreis Freyung-Grafenau.

## Landtagswahl 2023
Zur Landtagswahl 2023 traten folgende Parteien und Direktkandidaten im Stimmkreis Passau-Ost an und erzielten folgende Ergebnisse:
| Nr. | Direktkandidat    | Partei       | Erststimmen in % | Gesamtstimmen in % | Veränderung der Gesamtstimmen im Vergleich zur Landtagswahl 2018 in % |
| --- | ----------------- | ------------ | ---------------- | ------------------ | --------------------------------------------------------------------- |
| 1   | Josef Heisl       | CSU          | 32,8             | 30,3               | - 5,7                                                                 |
| 2   | Jutta Koller      | GRÜNE        | 7,4              | 7,7                | - 3,8                                                                 |
| 3   | Roswitha Toso     | Freie Wähler | 19,6             | 26,0               | + 13,0                                                                |
| 4   | Ralf Stadler      | AfD          | 21,9             | 19,7               | + 5,8                                                                 |
| 5   | Christian Flisek  | SPD          | 7,9              | 6,8                | - 1,4                                                                 |
| 6   | Trapp Andreas     | FDP          | 1,9              | 2,4                | - 4,1                                                                 |
| 7   | Wolfgang Freddies | LINKE        | 0,9              | 0,9                | - 1,9                                                                 |
| 8   | Franz Maier       | BP           | 3,1              | 1,9                | - 2,2                                                                 |
| 9   | Agnes Becker      | ÖDP          | 3,5              | 3,5                | ± 0,0                                                                 |
| 10  | Nina Veitengruber | V-Partei³    | 0,4              | 0,4                | + 0,3                                                                 |
| 11  | Rainer Krokisius  | dieBasis     | 0,5              | 0,5                | + 0,5                                                                 |

## Wahl 2018
Im Stimmkreis waren insgesamt 118.007 Einwohner wahlberechtigt. Die Landtagswahl am 14. Oktober 2018 hatte folgendes Ergebnis:
| Direktkandidat    | Partei           | Erststimmen in % | Gesamtstimmen in % | Veränderung der Gesamtstimmen im Vergleich zur Landtagswahl 2013 in % |
| ----------------- | ---------------- | ---------------- | ------------------ | --------------------------------------------------------------------- |
| Gerhard Waschler  | CSU              | 36,8             | 36,0               | - 11,4                                                                |
| Christian Flisek  | SPD              | 10,1             | 8,2                | − 7,7                                                                 |
| Roswitha Toso     | Freie Wähler     | 11,2             | 13,0               | + 0,8                                                                 |
| Matthias Weigl    | GRÜNE            | 10,5             | 11,2               | + 4,5                                                                 |
| Andreas Dittlmann | FDP              | 5,9              | 6,5                | + 2,6                                                                 |
| Josef Ilsanker    | LINKE            | 3,0              | 2,8                | + 0,5                                                                 |
| Franz Maier       | BP               | 4,9              | 4,1                | − 0,4                                                                 |
| Agnes Becker      | ÖDP              | 3,3              | 3,5                | + 0,2                                                                 |
| -                 | PIRATEN          | -                | 0,2                | - 1,7                                                                 |
| Ralf Stadler      | AfD              | 14,2             | 13,9               | + 13,9                                                                |
| -                 | mut              | -                | 0,1                | + 0,1                                                                 |
| -                 | Tierschutzpartei | -                | 0,4                | + 0,4                                                                 |
| -                 | V-Partei³        | -                | 0,1                | + 0,1                                                                 |

Neben dem direkt gewählten Stimmkreisabgeordneten Gerhard Waschler (CSU) wurden der SPD-Kandidat Christian Flisek und der AfD-Kandidat Ralf Stadler über die jeweiligen Bezirkslisten ihrer Partei gewählt.

## Wahl 2013
Die Landtagswahlen zum 17. Bayerischen Landtag fanden am 15. September 2013 statt. Im Stimmkreis Passau-Ost traten elf Parteien an, die auch jeweils einen Direktkandidaten zur Wahl stellten. Die Violetten traten nicht mehr, die Piraten zum ersten Mal an.
Neben Gerhard Waschler, CSU, der das Direktmandat von Konrad Kobler, CSU, übernahm, zog Bernhard Roos über die Bezirksliste Niederbayern der SPD in den Landtag ein.

### Wahlbeteiligung
Von den 116.535 Stimmberechtigten übten 66.671 ihr Wahlrecht aus, was einer Wahlbeteiligung von 57,21 % entspricht.
|              | Gültige | Ungültige |
| ------------ | ------- | --------- |
| Erststimmen  | 66.012  | 659       |
| Zweitstimmen | 65.752  | 916       |

### Ergebnisse
| Wahlvorschlag | Name                      | Partei       | Erststimmen | Anteil Erststimmen | Zweitstimmen | Anteil Zweitstimmen | Diff. zu 2008 |
| ------------- | ------------------------- | ------------ | ----------- | ------------------ | ------------ | ------------------- | ------------- |
| 1             | Gerhard Waschler          | CSU          | 30.784      | 46,63 %            | 31.715       | 48,23 %             | + 7,2 %       |
| 2             | Bernhard Roos             | SPD          | 12.581      | 19,06 %            | 8463         | 12,87 %             | + 2,2 %       |
| 3             | Hans Christian Grünberger | Freie Wähler | 5935        | 8,99 %             | 10.055       | 15,29 %             | + 1,3 %       |
| 4             | Karl Synek                | Grüne        | 4008        | 6,07 %             | 4876         | 7,42 %              | − 0,3 %       |
| 5             | Josef Hermann             | BP           | 3552        | 5,38 %             | 2362         | 3,59 %              | + 0,6 %       |
| 6             | Andreas Dittlmann         | FDP          | 3098        | 4,69 %             | 2042         | 3,11 %              | − 6,1 %       |
| 7             | Agnes Becker              | ÖDP          | 2014        | 3,05 %             | 2373         | 3,61 %              | − 2,3 %       |
| 8             | Kai Hofmann               | LINKE        | 1567        | 2,37 %             | 1472         | 2,24 %              | − 2,8 %       |
| 9             | Heide-Marie Weiherer      | PIRATEN      | 1175        | 1,78 %             | 1300         | 1,98 %              | + 0,8 %       |
| 10            | Herbert Seitz             | REP          | 654         | 0,99 %             | 442          | 0,67 %              | − 0,2 %       |
| 11            | Peter Joachim Bruno Haese | NPD          | 644         | 0,98 %             | 652          | 0,99 %              | − 0,4 %       |

## Wahl 2008
Im Stimmkreis waren insgesamt 116.690 Einwohner wahlberechtigt. Die Landtagswahl 2008 hatte folgendes Ergebnis:
| Direktkandidat        | Partei       | Erststimmen in % | Gesamtstimmen in % | +/- Gesamtstimmen ggü. 2003 in %-P. |
| --------------------- | ------------ | ---------------- | ------------------ | ----------------------------------- |
| Konrad Kobler         | CSU          | 42,9             | 44,2               | - 15,1                              |
| Bernhard Roos         | SPD          | 15,3             | 13,8               | - 4,2                               |
| Karl Synek            | GRÜNE        | 5,2              | 6,1                | + 1,7                               |
| Bernd Zechmann        | Freie Wähler | 9,8              | 10,8               | + 7,3                               |
| Franz Xaver Kirschner | FDP          | 7,7              | 7,8                | + 4,8                               |
| Max Haugeneder        | REP          | 1,2              | 1,2                | - 1,3                               |
| Urban Mangold         | ödp          | 7,0              | 6,0                | + 0,5                               |
| Josef Hermann         | BP           | 3,5              | 2,9                | - 0,9                               |
| -                     | BüSo         | -                | -                  | - 0,0                               |
| Joseph Wandl          | LINKE        | 6,0              | 5,8                | n.k.                                |
| -                     | VIOLETTE     | -                | 0,1                | n.k.                                |
| Martin Gabling        | NPD          | 1,3              | 1,4                | n.k.                                |